# Візирні лінії

Порівняння різних прицільних сіток, що використовуються в оптичних прицілах.

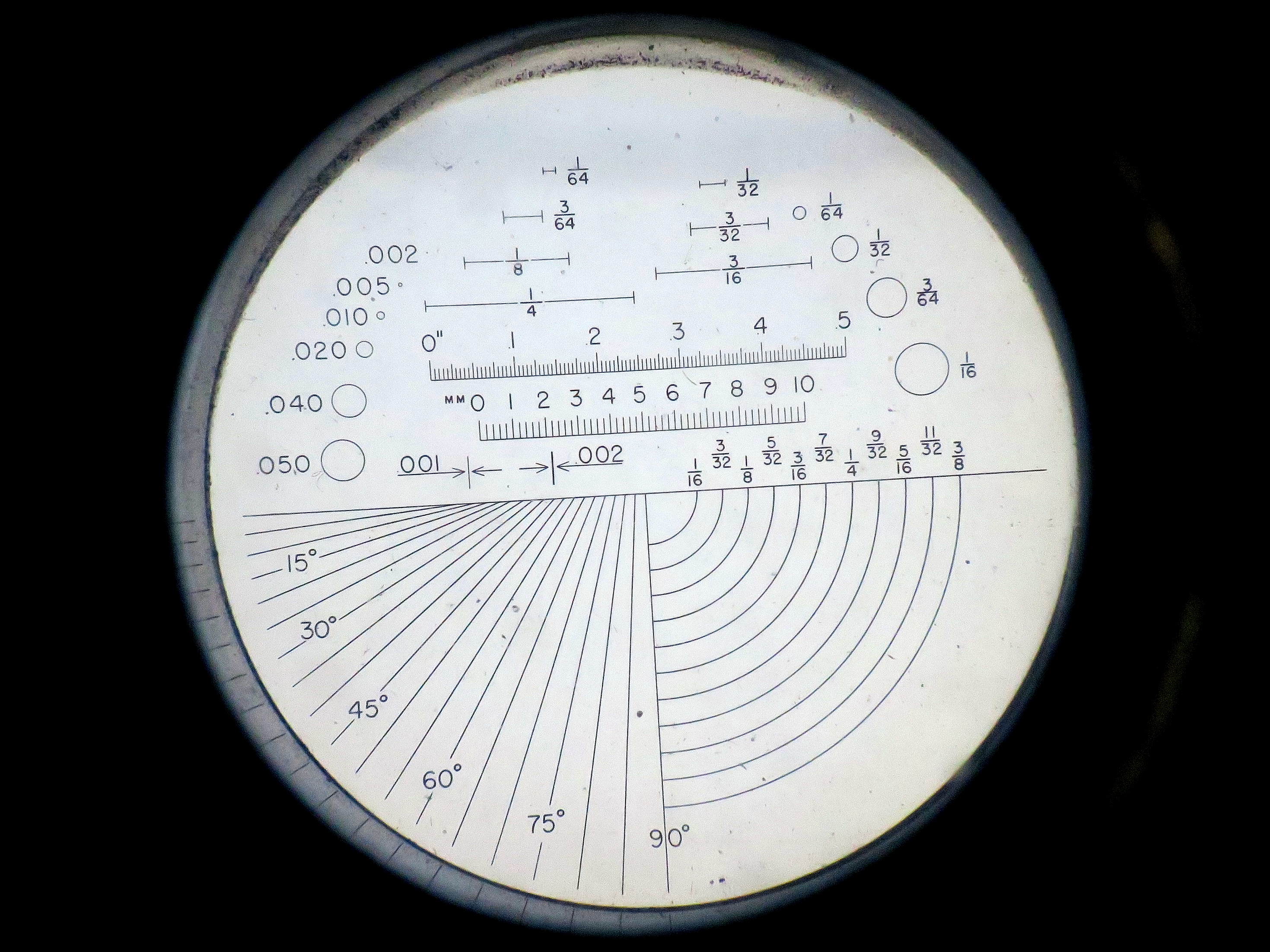
Візирні лінії кишенькового компаратора від Bell & Howell

Прицільна сітка, або візирні лінії — сітка або шкала із тонких ліній або волокон, розміщених в окулярі прицільного пристрою, наприклад, в телескопах, оптичних прицілах, мікроскопах, або екранах осцилографів. Сьогодні, вигравірувані лінії або вмонтовані волокна можуть замінятися генерованим за допомогою комп'ютера зображенням, що проектується на екрані або візирі. Термін може стосуватися будь-яких спеціальних ліній і поміток що застосовують для оптичних вимірювань.
Існує багато типів прицільних сіток; основним і найпростішим є перехрестя (англ. crosshair). Така прицільна сітка зазвичай виконується у вигляді ліній у формі хреста, «+», хоча існує багато варіантів, коли він нанесений у вигляді точок, рисок, кругів, засічок, пташок в формі шеврона, або їх комбінацією. Хоча вони асоціюються із прицілами в вогнепальній зброї, перехрестя є типовими і для оптичних інструментів для астрономічних досліджень, а також популярні в графічних інтерфейсах як курсор. Вважають, що прицільну сітку винайшов Роберт Гук, десь у XVII столітті. Іншим кандидатом, хто міг його винайти є астроном-любитель Вільям Гаскойн, який ймовірно винайшов його до Гука.

## Програмне забезпечення
Курсор у вигляді перехрестя часто використовують у графічних редакторах і шутерах. У вебдизайні, для того щоб задати елементу такий курсор використовують властивість CSS cursor: crosshair;